# Pfalz (1893)
Pfalz è stato un piroscafo della compagnia di navigazione Norddeutscher Lloyd tra il 1893 e al maggio 1904, e poi, con il nome di Gertrud Woermann (II), presso la Woermann-Linie impiegato sulla rotta verso l'Africa Tedesca del Sud-Ovest.

## Storia
Nel 1892 la società Norddeutscher Lloyd (NDL) commissionò al cantiere navale Wigham Richardson & Co., sito a Walker, in una della anse del fiume Tyne, la costruzione di un moderno piroscafo per il trasporto passeggeri che ricevette la denominazione di Pfalz. L'unità fu varata il 31 luglio 1893, quando presidente della NDL era Heinrich Wiegan, ed entrò in servizio nel corso di quell'anno.
Si trattava di una nave ben costruita e dal disegno elegante, che disponeva di otto ponti, tre dei quali erano sovrastrutture e cinque a livello della stiva. Queste erano quattro in totale, tre a prua e una a poppa.
Il Pfalz disponeva di  due alberi e un fumaiolo. Nei primi anni della sua vita, gli alberi erano dotati di vele quadre che fungevano da propulsore ausiliario durante la navigazione in alto mare. In un secondo tempo le vele vennero definitivamente eliminate.
La macchina motrice a triplice espansione Wigham Richardson aveva un consumo giornaliero di carbone pari a 60 tonnellate, e forniva una velocità di crociera di 10 nodi.
Dopo il collaudo della macchina propulsiva nel Mare del Nord, il Pfalz salpò dal porto di Brema verso i porti sudamericani il 22 ottobre dello stesso anno, arrivando a Santos, in Brasile, per poi procedere verso Buenos Aires, in Argentina.
Rimase sulla rotta Rota de Ouro e Prata per oltre 11 anni, ritornando a Santos decine di volte fino al maggio 1904, quando divenne proprietà della Woermann-Linie, ad Amburgo, in Germania.
Sottoposto a lavori di ristrutturazione presso i cantieri navali Blohm + Voss di Amburgo, la sua lunghezza fu aumentata di 17 m, il dislocamento aumentò a 4.603 tonnellate e le sue strutture per il trasporto passeggeri furono modificate con l'inserimento di una seconda e di una terza classe. Gli alloggi passeggeri potevano ospitare 82 passeggeri in prima classe, 36 in seconda classe e 46 in terza classe.  Al termine dei lavori la nave fu ridenominata Gertrud Woermann (II). Il 21 luglio 1904 salpò sulla nuova rotta Amburgo-Africa Tedesca del Sud-Ovest, una linea tradizionalmente servita dalle navi della compagnia Woermann.
Quattro mesi dopo, il 19 novembre, durante il suo secondo viaggio dalla Germania a Swakopmund, a causa di un banco di nebbia la nave si incagliò su una scogliera a trenta chilometri a nord di Swakopmund. A quella data trasportava truppe dell'esercito tedesco, destinate a combattere la tribù indigena Herero in Namibia che si era ribellata alle autorità tedesche. A bordo si trovavano 400 soldati e 375 cavalli che furono soccorsi dalle imbarcazioni dell'incrociatore protetto SMS Vineta, che fornì assistenza. La nave fu abbandonata, e il relitto fu venduto per la demolizione nel 1911 a un certo mister Kayser per la cifra di 3.000 Reichsmark, e da esso ne furono tratte 150 tonnellate di guano. Il relitto della Gertrud Woermann fu visibile fino al 1912, quando scomparve sott'acqua durante un forte temporale. Oggi solo un faro, il cosiddetto faro Gertrud, segna il punto in cui è affondata. È un luogo di pesca popolare.

### Fonti
1. 1 2 3 4  Rantzau.
2. 1 2 3 4 5 6 7 8 9  Novomilenio.
3. 1 2 3 4 5 6  Shipwrecks.